# Sonic y el Caballero Negro
Sonic y el Caballero Negro (ソニックと暗黒の騎士 Sonikku to Ankoku no Kishi?) es un videojuego de la serie Sonic the Hedgehog, sacado exclusivamente para la consola Wii como segunda entrada en las series de Sonic Storybook (Libro de historias de Sonic), a raíz de Sonic y los Anillos Secretos. El juego está dirigido por Tetsu Katano, quien fue el líder de programación de los títulos Sonic Adventure y Sonic Heroes.
Situado en el mundo del Rey Arturo, el juego combina la marca de la velocidad de Sonic con un nuevo sistema de lucha por espadas, haciendo uso de la funcionalidad del sensor de movimiento del Wii mote.

## Argumento
La historia central del juego inicia en la época de la Edad Media, cuando el Rey Arturo poseído por una magia oscura se encuentra persiguiendo a Merlina, una hechicera del reino y nieta del mago Merlín, hasta que el malvado Rey usa su espada maldita para crear una grieta entre el mundo real y el inframundo donde rápidamente invoca una gran cantidad de monstruos y demonios para bloquearle el paso a la hechicera. Viéndose acorralada por el Rey Arturo y los demonios, rápidamente Merlina se ve forzada a usar su magia para invocar a un Caballero que corra cómo el viento y que el mismo responda a su llamado, momentos después la magia de la hechicera crea un portal en el cielo, del cual súbitamente se aparece el erizo velocista azul, Sonic el cual proviene del futuro, junto con dos Chili dogs como su almuerzo, los cuales Sonic consigue salvar por poco de que se ensucien con la tierra, posteriormente el erizo velocista se pregunta en donde esta ahora, ya que este nota que no se encuentra en el futuro y no sabe cómo orientarse en esta época. Momentos después Merlina le explica a Sonic en donde está ahora y le pide disculpas por su intromisión y por traerlo súbitamente del futuro. Pero en eso, Sonic analiza la situación y se come uno de los dos Chili Dogs que trajo y también le menciona a Merlina que no se preocupe por eso, ya que el erizo velocista esta acostumbrado a estar en este tipo de situaciones y rápidamente acaba con facilidad a todos los monstruos del inframundo, pero cuando Sonic se prepara para enfrentar al Rey Arturo, rápidamente la misma Merlina lo detiene y esta última opta por usar su magia para escapar del lugar, lo que a su vez provoca que Sonic pierda el segundo de los chili dogs que trajo para infortunio del erizo azul. Tras el escape de Merlina y Sonic, el Rey Arturo guarda su espada nuevamente en su funda y vuela con su caballo hacia una montaña cercana, donde están sus tres caballeros de la mesa redonda: Sir Lancelot (Shadow the Hedgehog), Sir Gawain (Knuckles the Echidna) y Lady Percival (Blaze the Cat) a los cuales les dice que él los perseguirá personalmente y les ordena a sus tres caballeros que se dispersen por todo el reino y que si se topan con ellos, los tres caballeros tienen la inmediata orden de eliminarlos a ambos, acto seguido el Rey Arturo se retira de la escena en su caballo volador para buscar a Merlina y Sonic. Luego de que el rey se retira de la escena, Lady Percival les menciona a sus compañeros caballeros que es hora de irse a buscar a los rebeldes, pero antes de iniciar, Sir Gawain le menciona a sus compañeros caballeros si están seguros de todo esto, ya que Merlina es la hechicera del reino, pero Sir Lancelot por su parte les recuerda a sus compañeros que las órdenes del Rey Arturo son absolutamente estrictas y que deben obedecerlas sin cuestionar, cosa que Sir Gawain reconoce que es cierto, pero aun así sigue dudando de estas órdenes a pesar de todo, pero Lady Percival les recuerda estos que le son leales a su rey sin importar las cosas, ya que si no lo hacen, estos no tendrían ningún propósito ser los leales caballeros de la mesa redonda, pero antes de irse, Lady Percival también tiene sus dudas por el Rey Arturo, ya que su repentino cambio maligno lo hicieron volverse alguien bastante tirano y que también el reino cambio desde que eso inicio. 
Mientras tanto en el bosque, Sonic le pregunta a Merlina porque no lo dejó combatir previamente contra el Rey Arturo, ya que según él, podría haber derrotado al Rey Arturo sin ningún problema, pero Merlina por su parte le responde a Sonic que no sea alguien tan insensato y tonto, ya que a pesar de sus habilidades, el erizo velocista no es rival para el Rey Arturo, ya que el rey tenía en su poder la funda de la espada Excálibur, la cual le brinda el poder de la inmortalidad, después Merlina le muestra a Sonic a Caliburn: una espada que estaba clavada en una roca por décadas, cuando Sonic la saca de la roca, inmediatamente se da cuenta de que la espada tiene vida propia y tiene la capacidad de hablar, luego en ese instante el Rey Arturo los encuentra y Sonic rápidamente decide enfrentarlo con su espada, después de enfrentarse al Rey Arturo este se recupera con el poder de la vaina y luego insulta a Sonic por ser solo un caballero principiante y posteriormente se escapa.
Un poco después del ataque, Merlina le explica a Sonic que para anular el poder de la funda que hace inmortal al Rey Arturo debe ver a Nimue, La Dama del Lago, pero Caliburn le dice a Sonic que primero busque al herrero del reino para que lo afile, ya que debido al tiempo que estuvo clavado en la roca su hoja se desafilo un poco y le dice debe estar presentable para ver a la Dama del lago.
Cuando Sonic llega a encontrarse con el herrero del reino, resulta ser una versión de Miles "Tails" Prower en el Mundo del Rey Arturo afila a Caliburn y este se sorprende que pueda hablar, después de ver al herrero Sonic sigue su camino hacia donde esta La Dama del Lago, sin embargo en el trayecto, Sonic se encuentra súbitamente con Sir Lancelot, quién desafía a Sonic a un duelo de espadas. Luego de un fuerte combate Sonic logra de vencer a Lancelot y continua su camino en donde, Caliburn le menciona a Sonic que Lancelot es el más fuerte de los caballeros de la mesa redonda y que pudo vencerlo por mera suerte y que tal misericordia (debido a que Sonic no mató a Sir Lancelot) es un insulto para un caballero. 
A pesar del contratiempo de enfrentarse a Sir Lancelot, ambos finalmente llegan con Nimue quien en realidad es Amy Rose en los tiempos del Rey Arturo, ella les dice que les dirá como vencer al poder de la funda de Excalibur si Sonic cumple con tres misiones: 1. Salvar a la gente de la amenaza del Rey Arturo, 2. Mostrar compasión por los que la necesitan y 3. Derrotar a los Caballeros de la mesa redonda del Rey Arturo y obtener sus espadas (teniendo la espada de Sir Lancelot como la primera), luego le dice a Sonic que solo tiene tres días para cumplir la misión y le desea suerte. 
En su camino a cumplir las tres misiones que Sonic y Caliburn se encuentran a un niño llorando y estos le preguntan porque llorando y le responde que un dragón se secuestró a sus padres y a todos los de su pueblo, Sonic conmovido por la historia decide ayudar al pequeño niño y le promete acabar con el dragón y liberar a su pueblo. En el camino a encontrarse con el dragón mencionado por el niño rápidamente se encuentran con Sir Gawain, quién decide enfrentar a Sonic y le advierte que no lo dejara pasar a menos que lo derrote y también le dice que ese lugar será tu tumba, después de vencer a Sir Gawain él se sorprende de que lo haya vencido un aprendiz de caballero y se trata de suicidar con sus espadas por honor, pero Sonic rápidamente se las quita y le pregunta: "¿Acaso el deber de un caballero es sólo servir a su rey?". Cumplida la misión, Sonic y Caliburn llegan a donde se encontraron con el pequeño niño y lamentan haber tardado tanto tiempo y el niño les agradece su ayuda y luego se transforma en su forma original, quien resulta ser la Dama del Lago transformada, luego le dice que ha demostrado tener valor, fuerza y compasión y le dice como vencer al poder de Excalibur. Sin embargo Nimue le dice que aun le falta conseguir la última de las tres espadas sagradas de los Caballeros y Caliburn le dice que una vez que obtenga la última espada podrá anular el poder de la vaina la cual mantiene inmortal al Rey Arturo y así poder vencerlo. Caliburn le dice a Sonic que el único Caballero de la Mesa Redonda que queda es Lady Percival y que es caballero tan fuerte como noble y que no deben subestimarla según palabras de Caliburn y luego Sonic se encamina a encontrar a Lady Percival y arrebatarle su espada. 
En una montaña volcánica Sonic finalmente se encuentra con Lady Percival, quien estaba esperando a Sonic para enfrentarlo, luego de un fuerte combate, Lady Percival finalmente es derrotada y momentos después se intenta suicidar lanzándose al río de lava, pero Sonic en el último segundo la rescata de morir en el río de lava. Ante este acto, Lady Percival le pregunta a Sonic por qué la salvo de morir y Sonic simplemente le responde que tiene sus razones para no dejarla morir solo por el honor, luego Caliburn le menciona que solo la salvo por ser una dama, lo cual deja un poco sonrojada a Lady Percival, pero Sonic admite que no es así y luego Caliburn admite que el entrenamiento de Sonic está completo, luego intercambia el apodo de "pícaro" a "Sir Sonic, Caballero del Viento". Luego de vencer a Lady Percival y de obtener la última espada, Merlina se aparece en escena y le menciona que lo ha visto todo por su bola de los reflejos le dice a Sonic que es todo un caballero y le dice que el Rey Arturo se encuentra en una isla llamada Avalon. Sonic parte hasta Avalon y se prepara para pelear contra el Rey Arturo y Caliburn le dice que se esfuerce porque solo así lo podrá vencer, finalmente logra derribar al Rey Arturo de su caballo, pero éste rápidamente usa el poder de la vaina para recuperarse, sin embargo Sonic usa las otras espadas de los caballeros de la mesa redonda y estas finalmente anulan el poder de la vaina, dejando al Rey Arturo vulnerable y Sonic finalmente le da el golpe final y lo acaba. 
Después de vencer al Rey Arturo, Sonic se percata que este se desvanece dando a entender que solo era una ilusión hecha por magia negra, dejando solo la funda de la espada Excalibur que robó, al no tener respuesta de lo sucedido Sonic y Caliburn deciden llevarse la funda y buscar a Merlina para exigirle una explicación de lo que pasa. Mientras tanto en otra parte del castillo, los caballeros de la mesa redonda Lady Percival, Sir Lancelot y Sir Gawain acorralan a Merlina y le exigen una explicación, pero Sonic se aparece rápidamente y le comenta lo sucedido con el Rey Arturo y también le entrega la funda y como los otros caballeros también le exige saber que es lo que realmente está pasando, entonces Merlina les dice que el Rey Arturo solo era una ilusión creada por su abuelo Merlin y que este nunca existió y que este mundo era demasiado hermoso como para dejar que alguien lo arruine, sorpresivamente el poder oscuro de la funda la posee, rápidamente revelando que ella era la verdadera mente maestra de todo, luego se le aumenta el cabello salen luces y luego clava la funda en la tierra y el castillo empieza a destruirse y flotar, ante tal situación, Sonic y los otros tres caballeros rápidamente escapan del lugar antes de que el castillo se derrumbe. Una vez a salvo del peligro Los tres caballeros rápidamente deciden darse por vencidos, ya que según estos no pudieron evitar que esto pasara y no quieren involucrarse más, pero Sonic rápidamente los anima a levantarse y pelear contra esta maldad que surgió, les pide que lo hagan por el reino y Sonic les entrega devuelta sus respectivas espadas y hacen un juramento de salvar al reino y detener la maldad. Para hacerlo la Dama del Lago les menciona que ahora el castillo está protegido por un poderoso campo de energía y que la única forma de desactivar ese campo es colocar sus respectivas espadas un unos pedestales especiales los cuales están dispersos por todo el reino. 
Después de que los caballeros y Sonic logran este objetivo, la Dama del Lago comprueba que la barrera esta lo suficientemente débil para que Sonic pueda entrar al castillo con Caliburn y detener a Merlina. Una vez que Sonic ingresa al castillo se encuentra con Merlina en el trono real, ahora con una ropa oscura y pelo diferente, ya que se transformó en la Reina Oscura y le dice a Sonic que con el poder de la funda, hará que el reino dure para siempre ya que lo ama mucho y para ella es triste porque ve que en el futuro lo que pasará y es que el reino es bueno, pero no progresará. Sonic por su parte trata de hacer que Merlina entre en razón, pero no lo consigue y trata de atacarla, sin embargo Sonic descubre que Merlina está protegida por un potente campo de energía creado por el poder de la funda, al ver que no funciona su ataque inicial Sonic lo intenta de nuevo, pero nuevamente pasa lo mismo y de repente un monstruo se aparece detrás de Merlina y es controlado por la flor de Merlina y ataca a Sonic, quien se defiende de los ataques del monstruo con Caliburn, pero la espada del monstruo de Merlina es mucho más fuerte y pesada que Caliburn por lo que en medio del forcejeo Caliburn se rompe en dos. Luego Sonic trata de atacar en estado de furia al monstruo, pero Merlina se defiende y luego de varios intentos por romper el campo de energía, Sonic queda débil y a merced del monstruo de Merlina. Mientras tanto la Dama del lago, Lady Percival, Sir Lancelot y Sir Gawain observan la batalla mediante el observador mágico de la Dama del lago así que los tres caballeros le piden a Sonic que se rinda y huya del lugar, pero Sonic se niega a rendir ni a huir y les dice que solo hace eso porque es su deber, inmediatamente una luz sale de Caliburn y rápidamente la Dama del Lago les ordena a los otros caballeros que lancen sus espadas y una luz brillante cubre a Sonic. Rápidamente la misma luz equipa a Sonic con una armadura dorada brillante y restaura el filo Caliburn, quien vuelve a la vida con mucho más poder y Sonic se transforma en Excalibur Sonic. Al ver que la Caliburn evoluciona en el verdadero Excalibur, Merlina decide enfrentarse a Sonic y acabar de una vez por todas con él en un feroz combate. Luego de vencerla y destruir la maldad de la funda, Merlina regresa a la normalidad y descubre que el Rey Arturo era solo una creación de su abuelo Merlín, luego los tres caballeros se preguntan si el Rey Arturo nunca existió para ellos entonces ya no tenían ningún propósito seguir siendo caballeros, pero Caliburn explica que el verdadero Rey Arturo siempre estuvo con ellos todo el tiempo aunque estos no lo notaran y los tres caballeros descubren que Sonic es el verdadero Rey Arturo, cosa que lo deja sorprendido.
Después de los créditos, Sonic sale contando toda la historia, pero Amy piensa que todo esto es tan solo otra excusa barata por haber faltado a su cita y rápidamente Sonic sale corriendo, ya que Amy lo quiere castigar con su martillo Piko Piko. Mientras Amy sale persiguiendo a Sonic armada con su martillo, el título del libro: "El Rey Arturo y los Caballeros de la Mesa Redonda" misteriosamente cambia por el título: "Sonic y el Caballero Negro".

## Modo de juego
El modo de juego para Sonic y el Caballero Negro difiere de los juegos tradicionales en las series de Sonic mezclando el nuevo elemento de la jugabilidad con espada, a lo largo con las tradicionales plataformas y velocidad de Sonic. El juego con la espada está implementado a través del Wii Remote. El modo de juego será más similar a Sonic Unleashed que a Sonic y los Anillos Secretos. Los movimientos de Sonic serán controlados con el stick analógico, y el modo de juego será principalmente 3D, pero ocasionalmente la cámara cambiará a una perspectiva de desplazamiento lateral para un modo de juego tradicional de 2D.
El juego con espada es implementado para que los jugadores puedan cortar enemigos sin frenarse, pero cuando se encuentren con formidables enemigos, los jugadores participarán en un modo avanzado de juego con espada, podrán empujar, desviar, y realizar otras maniobras. La espada no es usada solo para el combate; los jugadores podrían tener que enterrarla en una pared mientras caen lentamente en su descenso.
Las fases presentan civiles que el jugador puede escoger entre ayudar o castigar; estas acciones y los actos del jugador serán juzgados al final de cada fase, actualizando el bonus "Honor de Caballero" del jugador de acuerdo a lo realizado, lo cual es similar al juego del 2005, Shadow the Hedgehog. Ayudando a los ciudadanos, los jugadores podrán comprar nuevos objetos de estos, tales como, guantes, tomos mágicos, y nuevas espadas. Habrán como 200 objetos en el juego, algunos de los cuales pueden ser ganados abriendo cofres de tesoro en las fases. Un modo en línea permitirá que los tesoros puedan ser comerciados.
El juego cambia los objetos tradicionales de los niveles, tales como los muelles saltadores y las cintas de velocidad, en "elementos". Estos elementos vienen en una variedad de colores; los elementos azules(verticales) serán usados como saltadores, los elementos azules(horizontales) serán usados como potenciadores de velocidad, y los elementos rojos serán usados para rellenar el "indicador especial". Este indicador se llena derrotando enemigos, y es usado para desatar una poderosa combinación de ataques, Soul Sourge. En adición, en lugar de railes de los juegos anteriores, los jugadores dispararán una ballesta y cruzarán a través de su cuerda.
El sistema de misiones basado en Sonic y los Anillos Secretos también volverá, pero las misiones serán más fáciles de completar. Cada fase consistirá en múltiples misiones las cuales presentan diferentes estipulaciones. El sistema de técnicas del ya mencionado juego también volverá, pero se revisará para ajustar cualquier problema que hubiera presente en aquel juego; el sistema de técnicas también está siendo diseñado para que no interfiera con el tempo del juego.
Una vez que Knuckles, Shadow y Blaze sean desbloqueados, estos pasarán a ser jugables en modo un jugador. Cada uno tendrá sus propias características. Por ejemplo, Knuckles tendrá dobles espadas (una espada en cada mano), y Blaze puede rodearse a sí misma con fuego.

## Multijugador
Pueden jugar hasta cuatro jugadores, escogiendo entre uno de los 8 personajes para luchar en batallas regulares con cada uno, o también pueden luchar en modo cooperativo contra un enemigo. Entre las reglas que se pueden escoger en modo batalla están:
- Batalla.
- Supervivencia.
- Batalla Rings.
- Batalla Cáliz.
- Batalla Evasión.
- Batalla Trampas.
- Batalla Fantasma.
- Muerte Súbita.
- Batalla Titánica.
- Batalla 100.
- Aleatorio.

## Personajes
Sonic es el personaje principal jugable. Mientras que Knuckles, Shadow y Blaze son personajes jugables, serán opcionales después de ser derrotados en el modo historia. Otros personajes no jugables incluyen al Rey Arturo/El Caballero Negro, Merlina, y Caliburn, la espada parlante de Sonic. Los amigos de Sonic asumirán los personajes de Arturo en el juego. En la última cuestión de Nintendo Power, ha sido revelado que Blaze (Percival), Knuckles (Gawain), y Shadow (Lancelot) son todos Caballeros de la Mesa Redonda. Amy aparece como la Dama del lago, y Tails aparece como el herrero local. También, en el sitio web oficial, se confirma a Jet y Silver como caballeros. Pero estos dos últimos solo están disponibles en el modo multijugador.
- Sonic the Hedgehog
- Merlina
- Caliburn
- El Caballero Negro / Rey Arturo
- Knuckles the Echidna / Sir Gawain
- Shadow the Hedgehog / Sir Lancelot
- Blaze the Cat / Percival
- Amy Rose / Nimue la Dama del lago
- Miles "Tails" Prower / Herrero Local
- Silver the Hedgehog / Sir Galahad (solo en multijugador)
- Jet the Hawk / Sir Lamorak (solo en multijugador)

## Recepción
Nintendo Power dio al juego un 8/10, indicando que la jugabilidad está "conseguida en una buena forma", pero también dijo que la historia era "bastante corta", aunque el juego tiene "dos historias" (puedes quedarte en derrotar a Arturo (tras lo cual puedes pensar que has completado el juego, ya que aparecen los créditos), o puedes seguir avanzando hasta el auténtico jefe final, La Reina de las Sombras).
Meristation le da un 6, alabando su velocidad y su arte conceptual, así como numerosos extras y modos multijugador, aunque critica la historia relativamente corta y su mala jugabilidad.
En Metacritic tiene 54 de 100.